# Мікаелян Артур Геворкович
Мікаелян Артур Геворкович (вірм. Արթուր Միքայելյան; грец. Αρτούρ Μικαελιάν; 8 березня 1970, Ванадзор) — вірменський, пізніше грецький боксер, призер чемпіонату світу серед аматорів.

## Аматорська кар'єра
На чемпіонаті світу 1993 переміг двох суперників, а у чвертьфіналі програв Хоелю Касамайору (Куба) — 8-16.
На чемпіонаті світу 1995 завоював бронзову медаль.
- В 1/16 фіналу переміг Себастьяна Новака (Словенія) — 11-1
- В 1/8 фіналу переміг Булата Темірова (Киргизстан) — 8-1
- У чвертьфіналі переміг Кристіана Стефанеску (Румунія) — 6-0
- У півфіналі програв Раїмкулю Малахбекову (Росія) — 7-14

На чемпіонаті Європи 1996 програв у першому бою Александру Христову (Болгарія) — 4-5.
1997 року переїхав в Грецію на постійне проживання.
На чемпіонаті Європи 1998 у складі збірної Греції програв у першому бою Мар'яну Александру (Румунія) — 5-10. На чемпіонаті світу 1999 програв у першому бою Кларенсу Вінсону (США) — 2-5.
На Олімпійських іграх 2000 програв у першому бою Георге Олтяну (Румунія) — 2-7.
На чемпіонаті Європи 2000 програв у першому бою Араму Рамазяну (Вірменія) — 1-12.
На чемпіонаті світу 2001 переміг трьох суперників, а у чвертьфіналі програв Гільєрмо Рігондо (Куба) — 8-24.